# Fahrschulauto

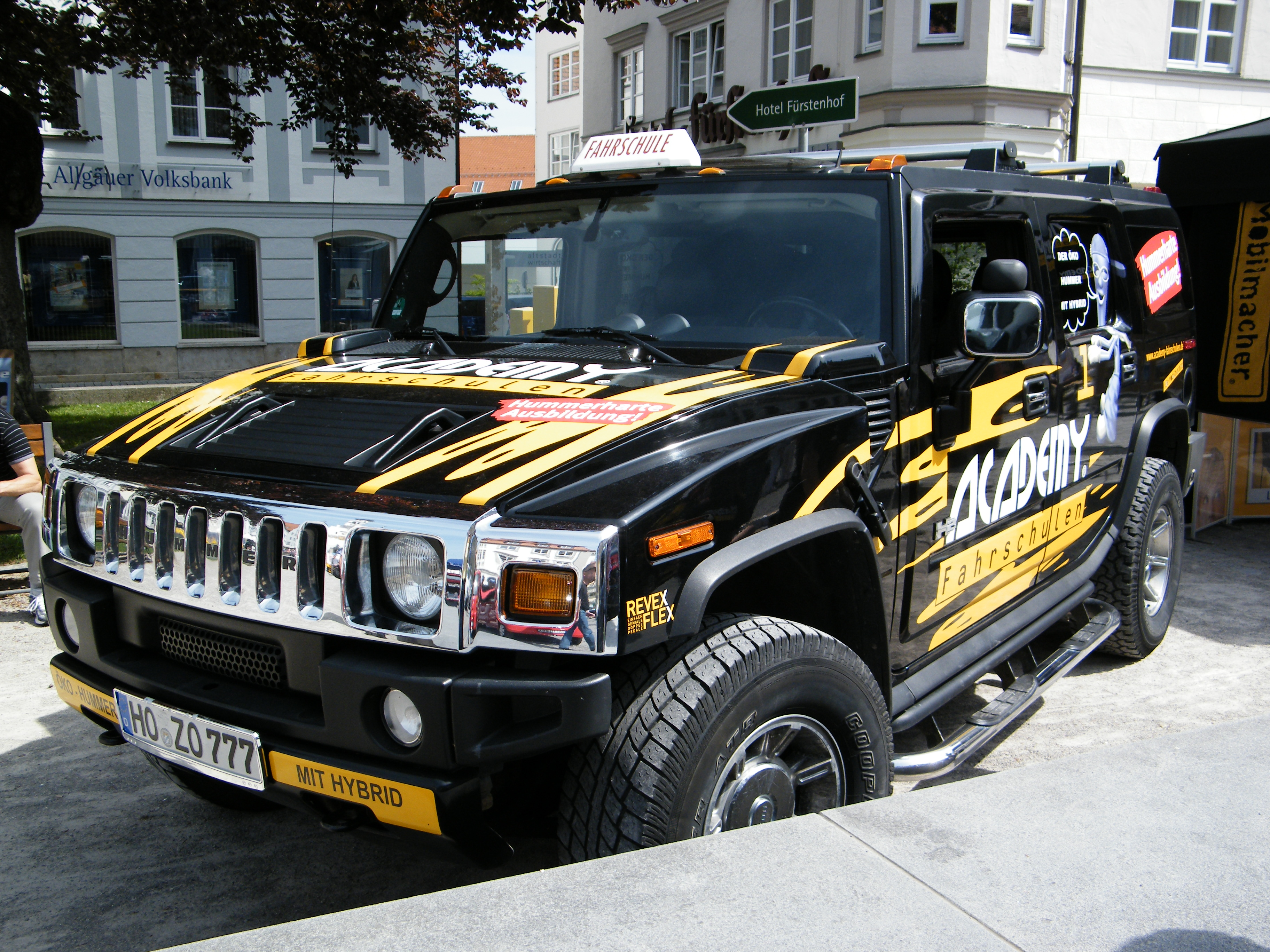
Fahrschulauto in Kempten

Ein Fahrschulauto (auch Ausbildungsauto, Lehrauto) ist ein spezielles Automobil, das an die Zwecke einer Fahrschule angepasst ist.

## Anforderungen
Fahrschulautos sollen Fahranfängern das Autofahren lernen erleichtern und auch mit unterschiedlichen Fahrern zurechtkommen, sowie Sicherheit gewähren und dem Fahrlehrer die Möglichkeit geben, eingreifen zu können und mit dem Lernenden zu kommunizieren. Nach Gerhard von Bressendorf, dem Vorsitzenden der Bundesvereinigung der Fahrlehrerverbände, ist es entscheidend für die Fahrschulen, dass die Autos einen Wiederverkaufswert haben und gut bei den Fahrschülern ankommen. Unterschiedliche Hersteller entwickeln dabei unterschiedliche Möglichkeiten zur besseren verkehrspädagogischen Schulung der Fahrschüler.

## Merkmale

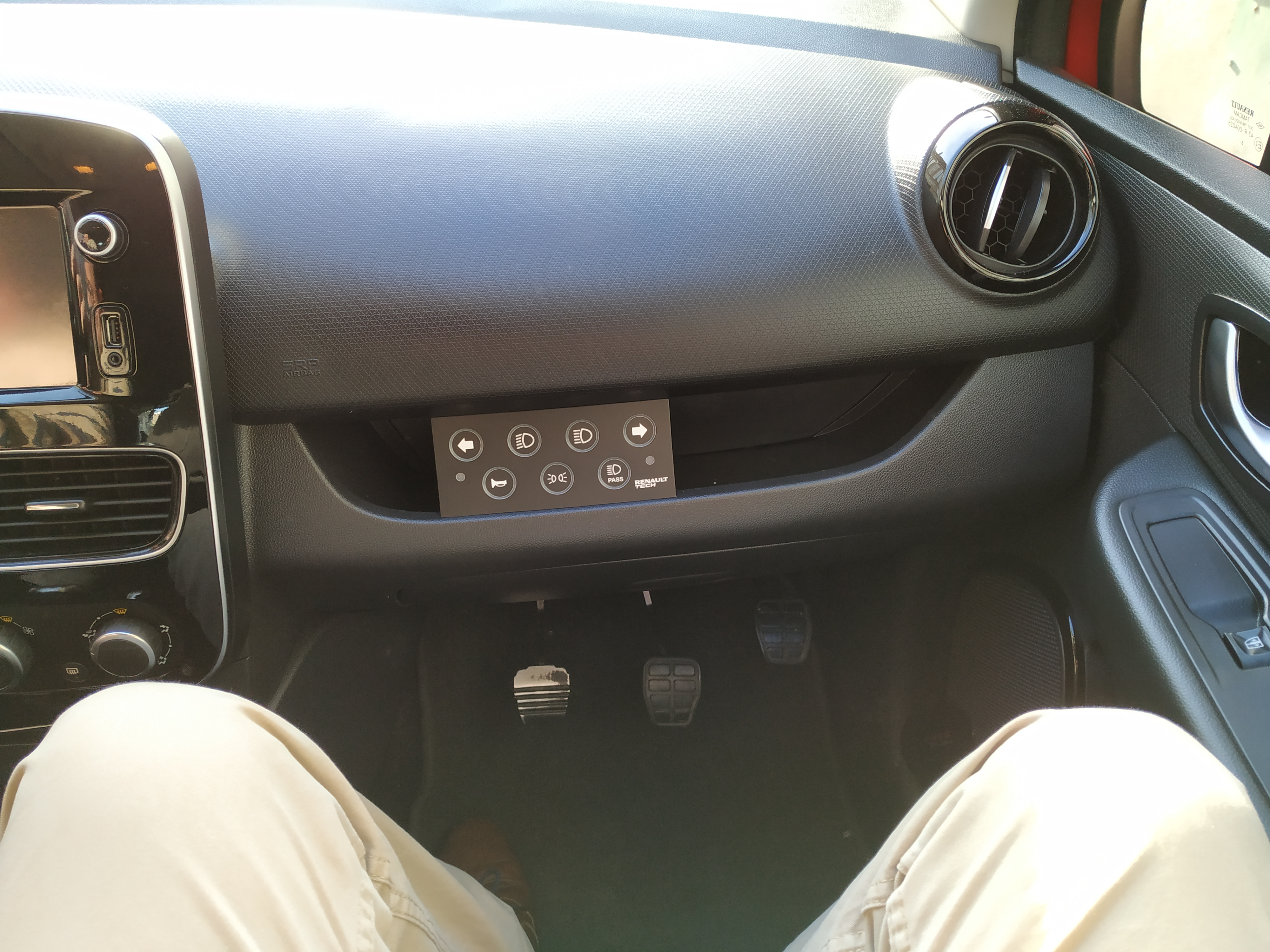
Doppelpedale im Fußraum der Beifahrerseite

Die meisten Fahrschulautos dienen auch als Prüfungsfahrzeuge und erfüllen somit beide Anforderungskataloge.
Vereinzelt haben Fahrschulen aber auch Fahrzeuge, die z. B. in Deutschland wegen fehlender zweiter Tür auf der rechten Seite oder aufgrund der Sitzplatzanzahl nicht als Prüfungsfahrzeuge geeignet sind.
Umgekehrt ist z. B. in der Schweiz zur Führerscheinprüfung kein Fahrschulfahrzeug erforderlich.

### Deutschland
Typische Merkmale von Fahrschulautos, die auch in Deutschland gesetzlich vorgeschrieben werden, sind:
- zwei Türen auf der rechten Seite
- ein Sitzplatz, der es dem Fahrlehrer erlaubt, den Verkehr und das Auto im Überblick zu behalten
- doppelte Spiegel von innen und außen
- Doppelpedale, damit der Fahrlehrer im Notfall eingreifen und bremsen kann.
  - die Betätigung muss akustisch oder optisch kontrollierbar sein[2]
- mindestens vier Sitzplätze[2]
- durch die Bauart bestimmte Höchstgeschwindigkeit mindestens 130 km/h.[2][3]

### Österreich

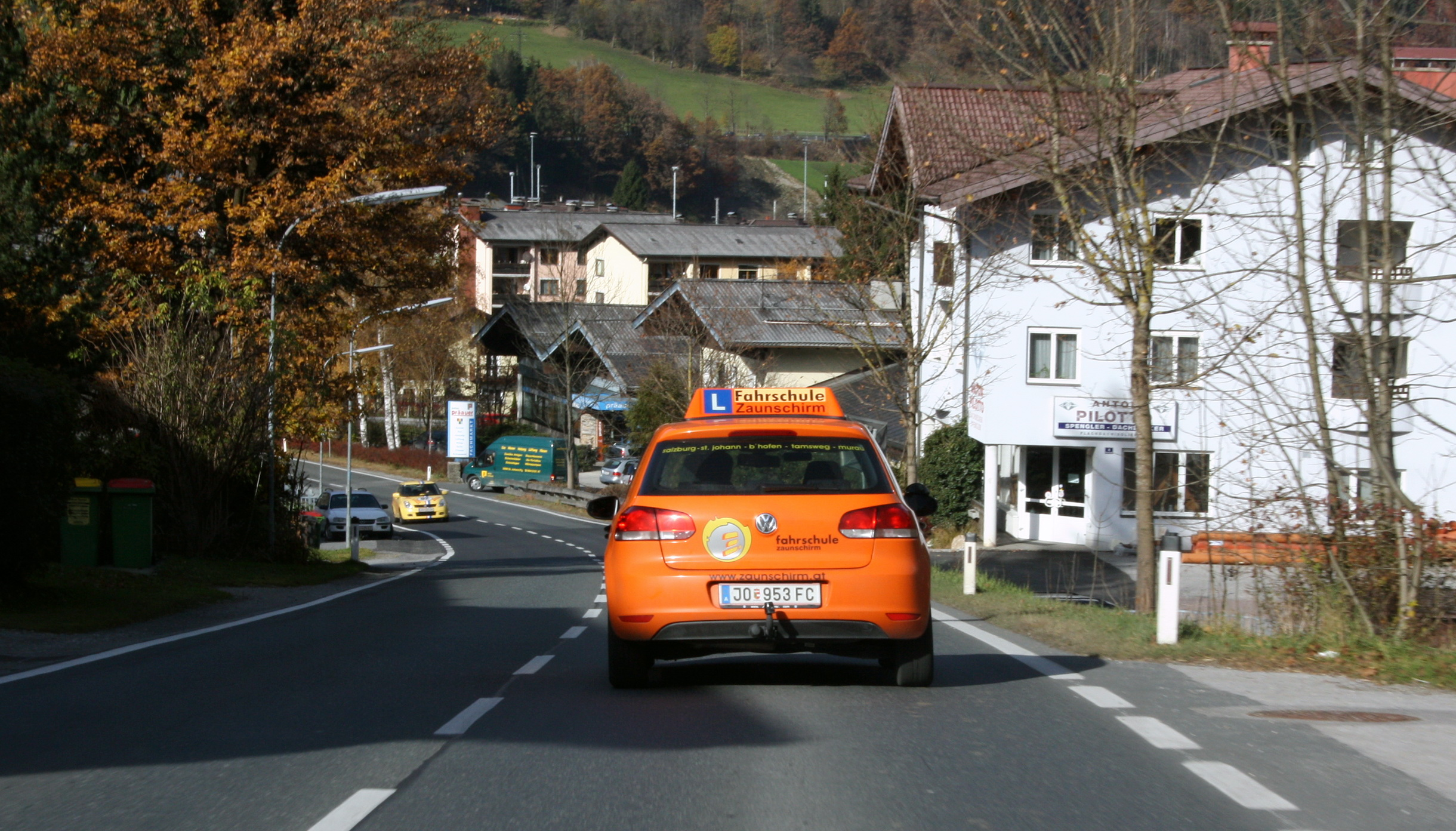
Fahrschulauto in Österreich

- Schulfahrzeuge müssen in allen wesentlichen Eigenschaften den allgemein im Verkehr verwendeten Fahrzeugen entsprechen[4]
- dem Fahrlehrer muss es möglich sein die Betriebsbremsanlage zu betätigen[4]
- es muss dem Fahrlehrer möglich sein, auf die Fahrweise des Fahrschülers hinreichend Einfluss zu nehmen[4]
- am Fahrzeug muss der Buchstabe „L“ in  weißer Schrift auf blauem Grund aufgebracht sein[5]
- Aufschrift „Fahrschule“ in schwarzer Schrift auf gelbem Grund[5]

### Schweiz
- Doppelpedale[6]
- zusätzlicher Rückspiegel[6]
- Geschwindigkeitsanzeige und die für die Betriebssicherheit wesentlichen Anzeigen vom Beifahrersitz her eingesehen werden können[6]
- das Fahrzeug muss eine Geschwindigkeit von mindestens 120 km/h erreichen können[7]

### Schaltung
Traditionell sind die meisten Fahrschulautos handgeschaltet, damit ein Führerschein ohne Einschränkung auf Automatengetriebe erworben werden kann.
Seit in der Schweiz keine Beschränkung auf Automatikgetriebe mehr eintragen wird (u. a. mit Hinblick auf Elektrofahrzeuge), werden vermehrt Prüfungen mit Automatikgetriebe abgelegt.

## Kennzeichnung

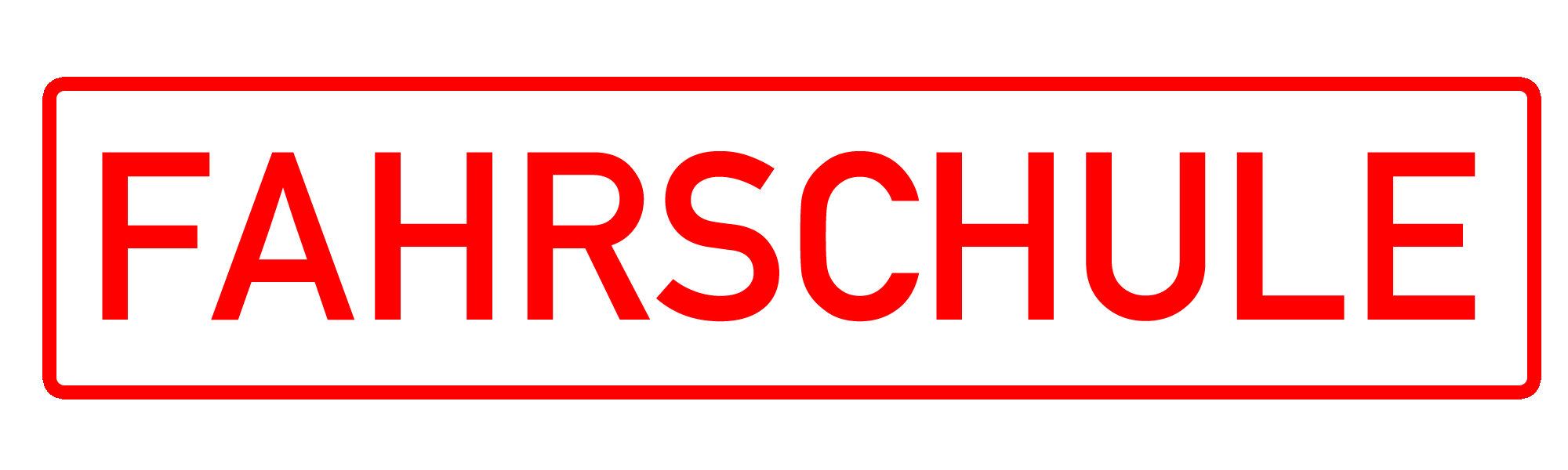
Fahrschule-Schild

Fahrschulautos dürfen in Deutschland für den Straßenverkehr kenntlich gemacht werden, um z. B. die anderen Verkehrsteilnehmer auf den Ausbildungszustand aufmerksam zu machen und ihnen die Möglichkeit zu geben, sich darauf einzustellen. Dies geschieht durch ein Schild auf dem Autodach, der Vorderseite oder Rückseite mit der roten Beschriftung FAHRSCHULE auf weißen Hintergrund. Es muss mindestens 350 Millimeter lang und 80 Millimeter breit sein und darf höchstens 520 Millimeter lang und 110 Millimeter breit sein. Schilder mit zusätzlicher Aufschrift sowie sonstige Einrichtungen, die zu Verwechslungen mit dem Schild Anlass geben oder dessen Wirkung beeinträchtigen können, dürfen im Straßenverkehr nicht verwendet werden. Das Schild darf dabei nur für Ausbildungszwecke verwendet werden (§ 5 Abs. 4 der Durchführungsverordnung zum Fahrlehrergesetz). Manchmal ist das Auto zusätzlich als Fahrschulauto beschriftet und macht Werbung für die Fahrschule.

## Modelle und Marktanteil in Deutschland
Häufig verwendete Fahrschulautos waren 2013 in Deutschland die folgenden Modelle:

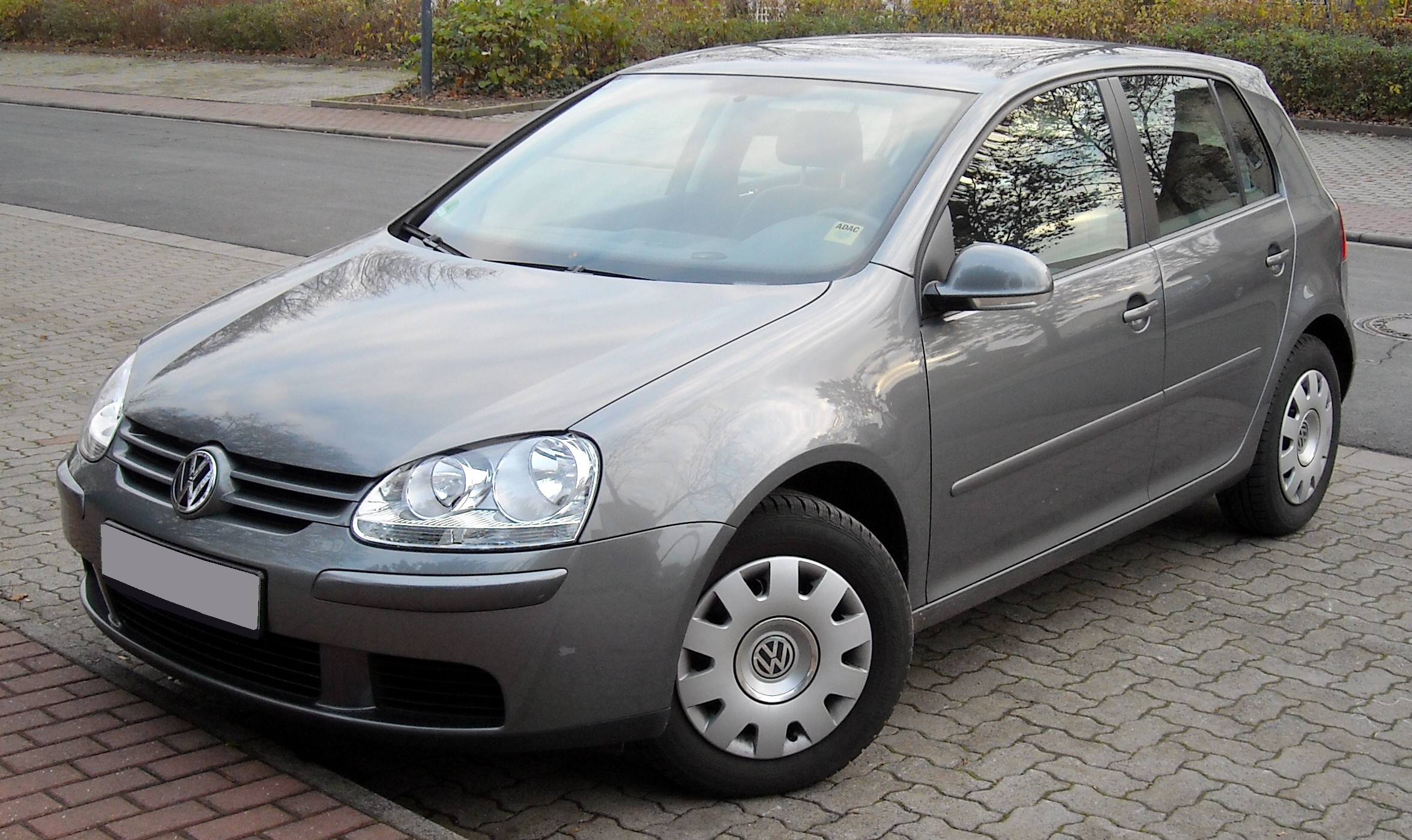
VW Golf V
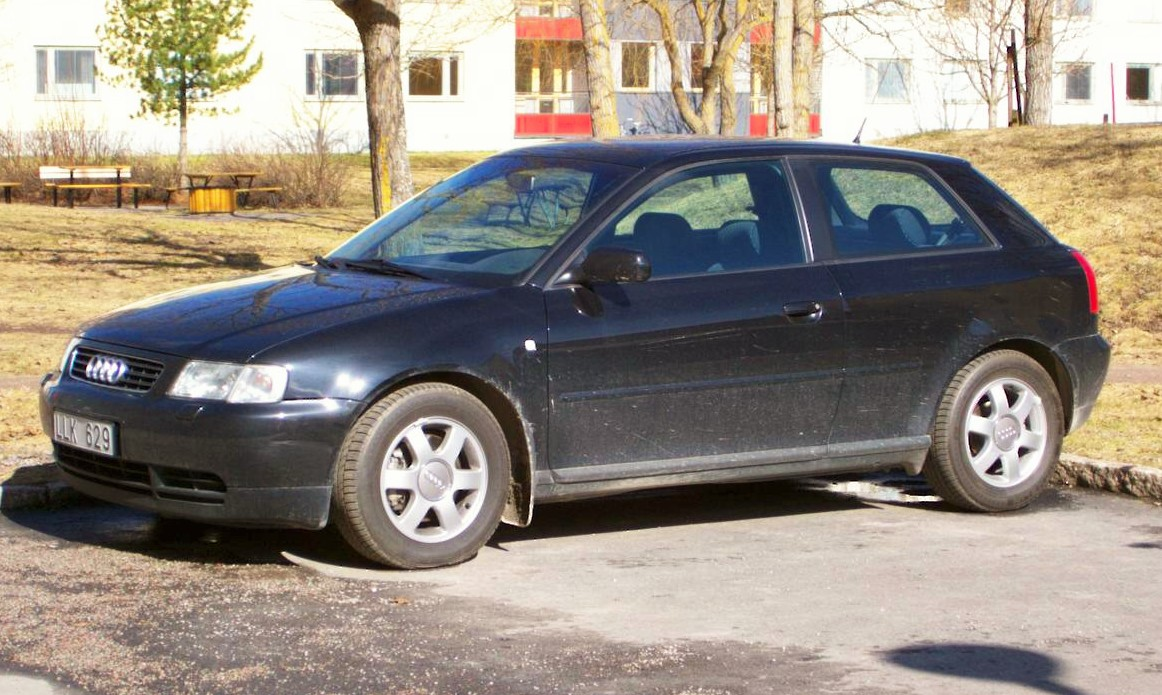
Audi A3
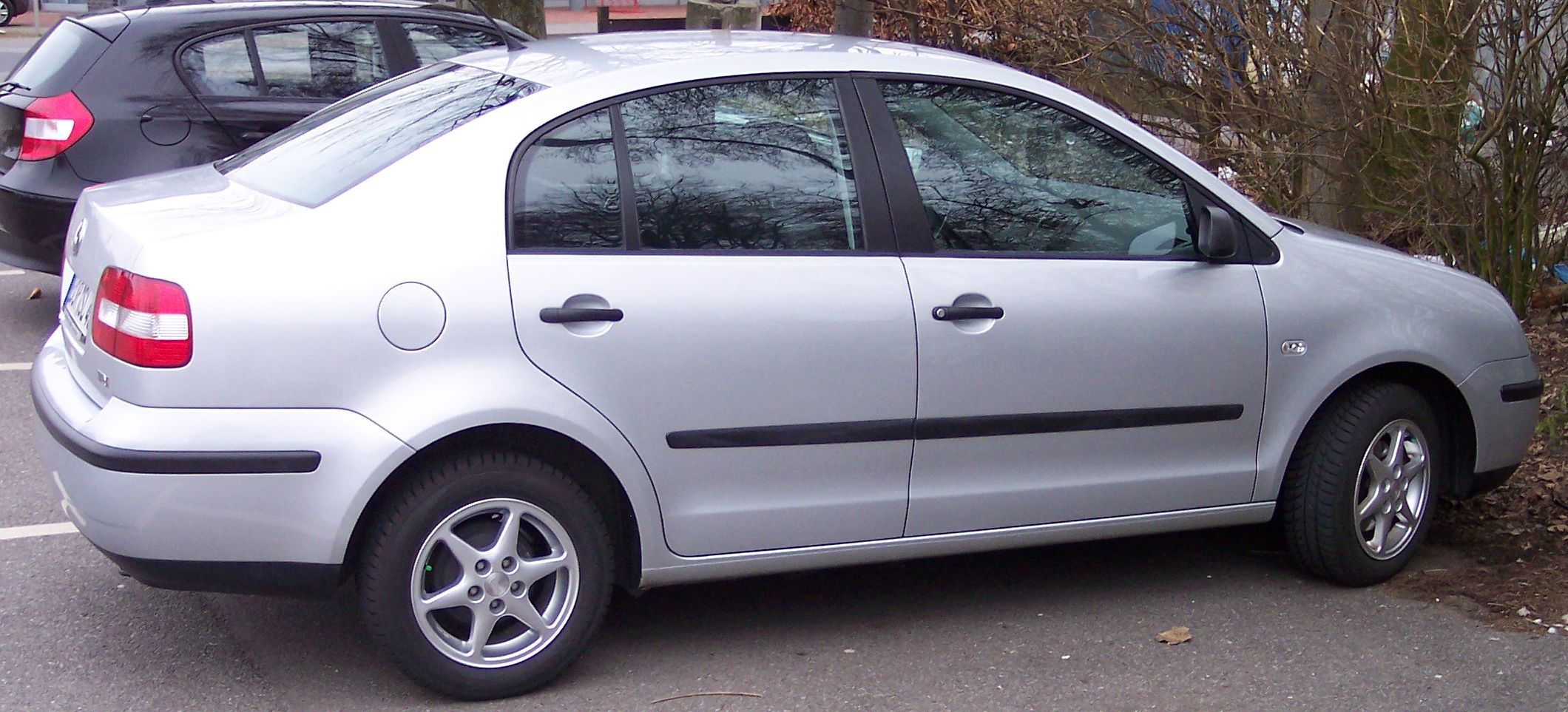
VW Polo
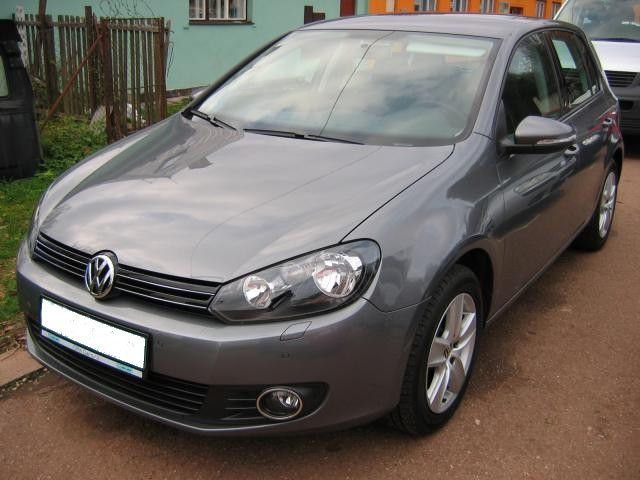
VW Golf VI
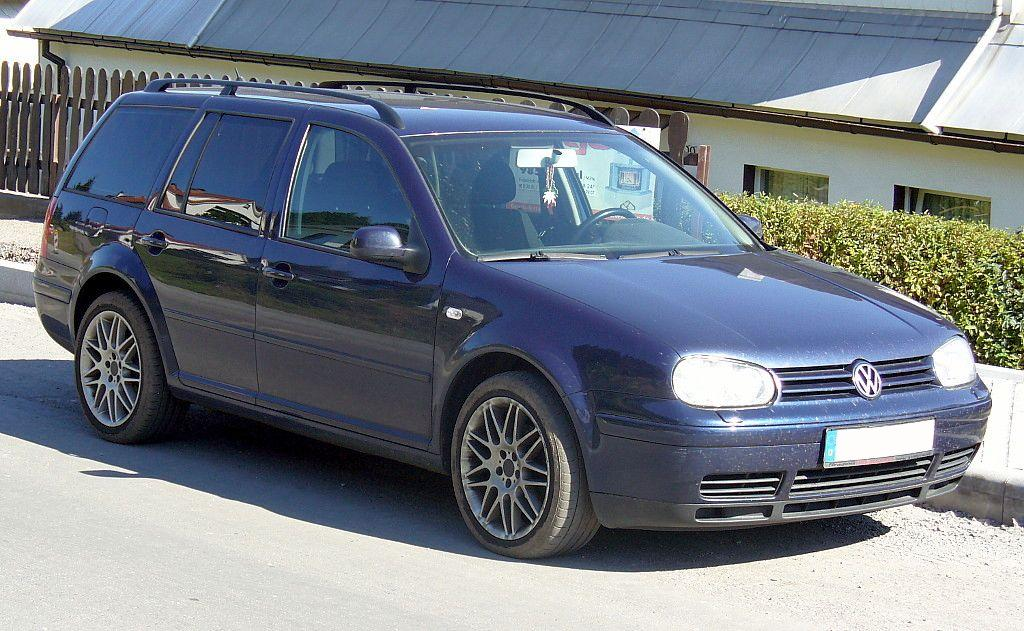
VW Golf IV
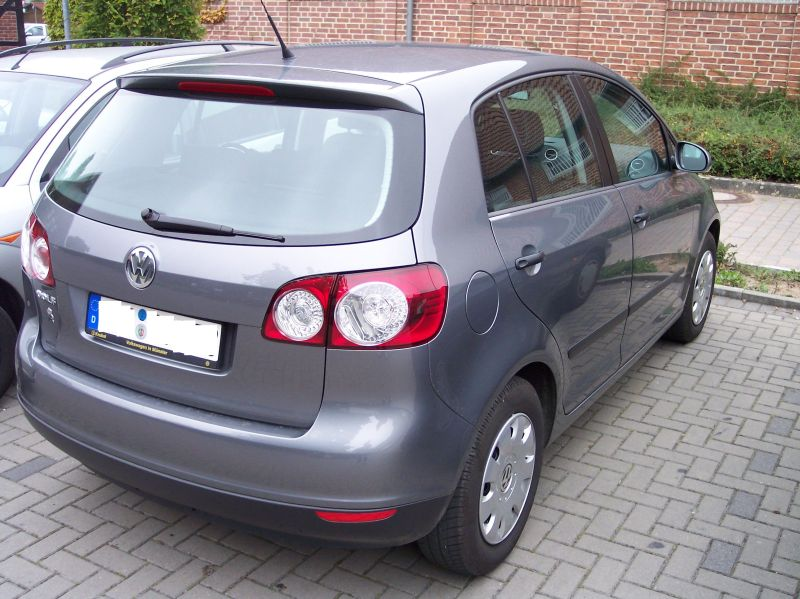
VW Golf Plus
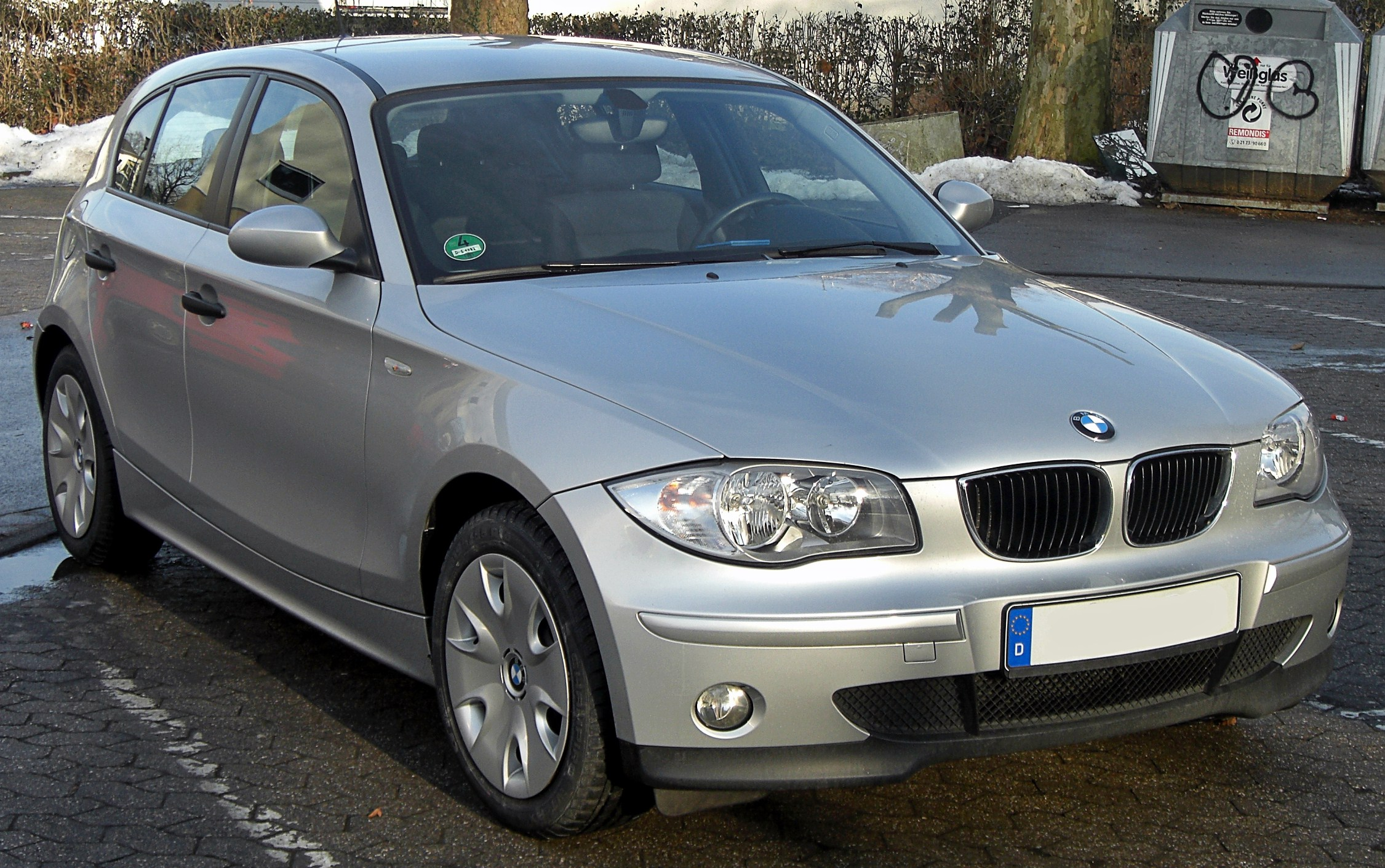
BMW 1er
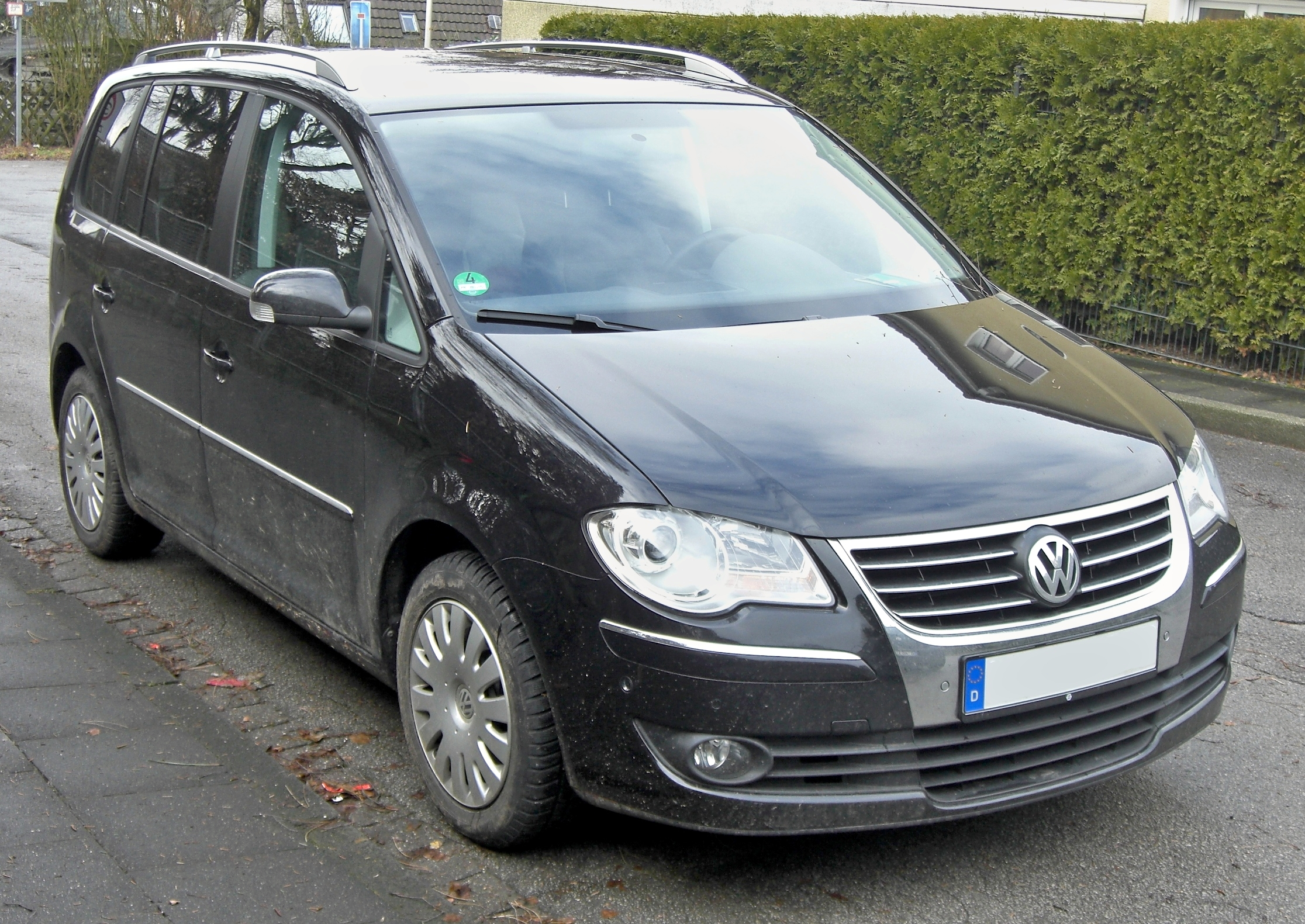
VW Touran
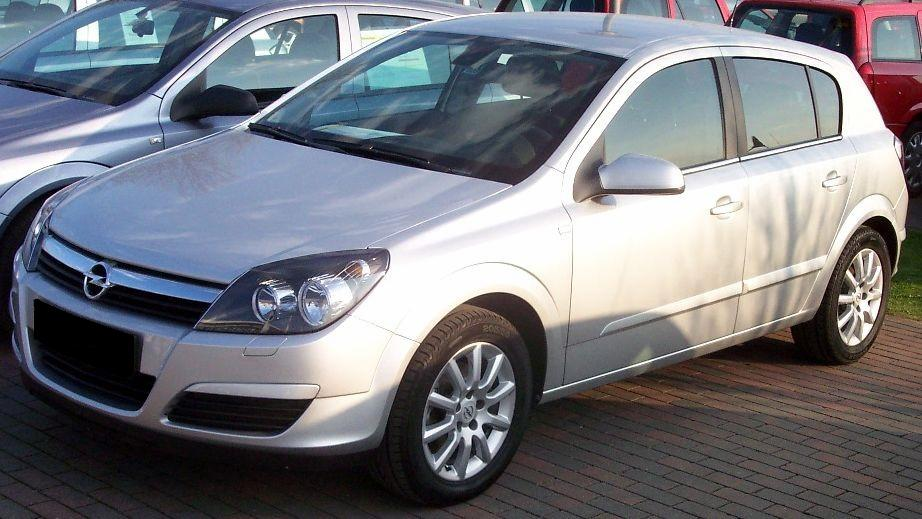
Opel Astra
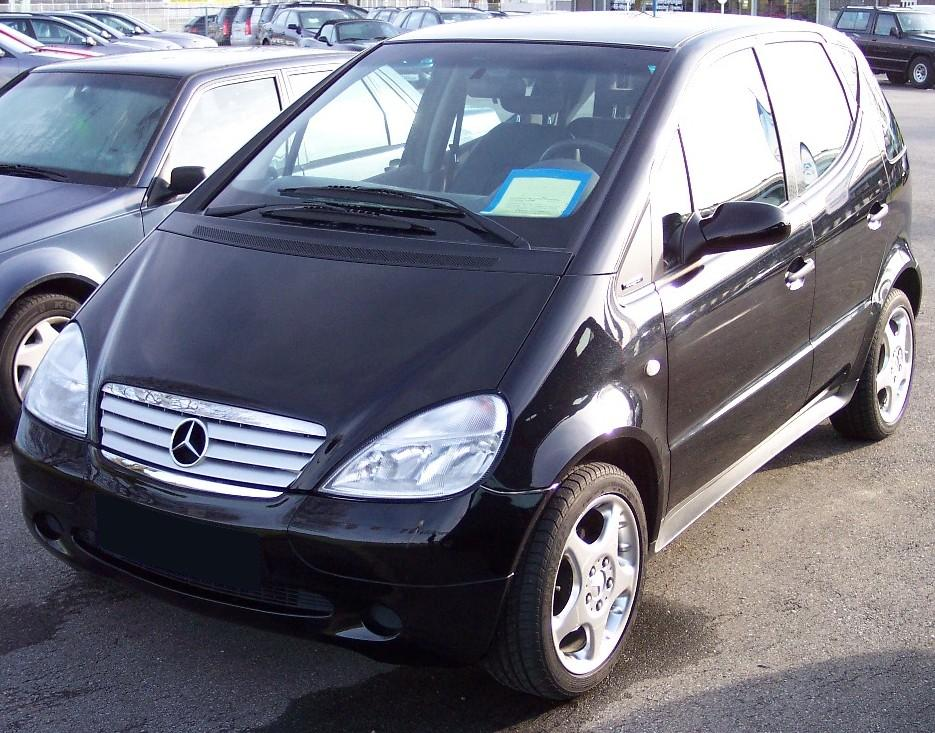
Mercedes-Benz A-Klasse

39,1 % der Fahrschulautos kamen damals von Volkswagen, 10,1 % von Audi, 9,7 % von Mercedes, 7 % von BMW, 6 % von Opel, 4,9 % von Ford, 2,6 % von Škoda Auto, 2,2 % von Renault, 2,1 % von Seat und 1,9 % von Peugeot.